# 2021年9月中國大陸

## 9月1日
- 即日起所有網路遊戲企業僅可在週五、週六、週日和法定節假日每日20時至21時向未成年人提供1小時服務。[1]
- 《河北雄安新區條例》即日起施行。[2]
- 《關鍵信息基礎設施安全保護條例》即日起施行。[3]
- 即日起廣州全市禁止機動車鳴笛，有效期5年。[4]
- 開業僅數天的大連「盛唐·小京都」日本風情街受到諸多爭議後，宣佈「針對運營期間出現的問題停業休整」。[5]
- 湖北黃石市陽新縣發生一起交通事故，造成4人死亡、7人受傷。[6]

## 9月2日
- 中共中央總書記、國家主席習近平在全球服務貿易峰會宣布成立北京證券交易所。[7]
- 國家廣電總局發布八項舉措從嚴整治藝人違法失德、「飯圈」亂象等問題，包括抵制違法失德人員、唯流量論、泛娛樂化、高價片酬等，指出政治立場不正確、與黨和國家離心離德的人員堅決不用，又要求禁播偶像養成類節目、明星子女參加的綜藝節目，並堅決杜絕「娘炮」等畸形審美，嚴肅懲戒片酬違規、「陰陽合同」及偷逃稅行為。[8]
- 湖北省荊州市關公義園內造價1.7億元的巨型關公像正式動工拆卸。[9]
- 首届「粵港澳大灣區購物節」在北京開幕。[10]

## 9月3日
- 立陶宛宣布召回駐華大使。[11]
- 中國向緬甸捐贈2019冠狀病毒病疫苗及抗疫物資。[12]
- 國務院總理李克強出席第七屆世界自然保護大會開幕式並發表講話。[13]
- 21時30分，四川省宜賓市珙縣發生4.8級地震，震源深度15千米，多地震感明顯。[14]
- 浙江嘉善縣一所海綿廠發生火災，造成6人死亡。[15]
- 北京大興一喪事現場遭到工程大卡車衝撞，造成20人受傷，其中1人危重、4人重傷。[16]

## 9月4日
- 巴西因發現瘋牛病而停止對華牛肉出口。[17]
- 黑龍江七台河市勃利縣發生重大交通事故，造成15人死亡、1人受傷。[18]
- 新疆和田地區皮山縣發生5.1級地震，震源深度7千米。[19]

## 9月5日
- 中共中央、國務院印發《橫琴粵澳深度合作區建設總體方案》[20]。澳门行政长官贺一诚同日表示，横琴粤澳深度合作区毋须“翻墙”，惟个别政治网站除外[21]。
- 據內地媒體統計，2021年以來（截至當日）共有274家房地產開發企業發布破產文書，平均每天就約有一家房企破產。[22]
- 天安門廣場升旗儀式結束後，一隻黑天鵝出現在該處一直未有飛離，引來群衆圍觀，直至上午8時被動保部門接走，事件引發網民討論。[23]
- 安徽太湖一輛皮卡車翻側墜入山溝，造成12人死亡、2人受傷。[24]

## 9月6日
- 中央軍委晉升中國人民解放軍上將軍銜儀式在北京八一大樓舉行，中共中央總書記、中央軍委主席習近平向晉升上將軍銜的軍官頒發命令狀。[25]
- 履新僅2周的德國駐華大使賀岩突然逝世，終年54歲[26]。同日，中方表示對賀岩大使突然離世深感震驚、哀悼和惋惜，向他的親屬表示深切同情和慰問。[27]
- 山東法院就阿里巴巴8月傳出員工遭上司及客戶性侵事件公告指，經依法審查，認為王姓嫌犯僅構成強制猥褻，因此不批准逮捕，處以治安拘留15天。[28]
- 藝人張鈞甯因過去碩士論文題目中的「我國」兩字遭網友質疑是台獨，張鈞甯工作室在微博稱她無台獨立場，「堅定地認同自己的中國人身分。」[29]
- 加拿大前外交官康明凱及商人麥可·斯帕弗被拘禁1000天之際，加拿大首都渥太華出現遊行呼籲中國釋放兩人，中國駐加拿大大使就此表示，其對中國司法機關依法辦案進行無端指責是嚴重干涉中國司法主權，表示堅決反對。[30]

## 9月7日
- 中共中央總書記、國家主席習近平同塔吉克斯坦總統[31]、意大利總理[32]通電話。
- 內地企業小i機器人向法院提出禁令，要求蘋果公司立即停止涉及Siri的專利侵權，停止生產銷售侵犯小i機器人的“一種聊天機器人系統”發明專利的iPhone產品。[33]

## 9月8日
- 中宣部、國家新聞出版署會同中央網信辦、文旅部等部門，約談騰訊、網易等遊戲企業和平台。[34]
- 阿富汗塔利班宣布成立臨時政府之際，外交部宣布向阿富汗緊急提供價值2億元人民幣的糧食、越冬物資、疫苗和藥品。[35]
- 恆大集團債務危機持續，恆大財富暫停兌付部分到期的理財產品。恆大集團董事局主席許家印其後回應指要確保儘早全部兌付，「一分都不能少」。[36]
- 漫威電影《尚氣與十環幫傳奇》捲入辱華風波，加籍華裔主角劉思慕被帝吧翻出4年前訪問內容，引發網民爭議。[37]
- 粵澳新通道青茂口岸正式開通啟用。[38]

## 9月9日
- 國務院新聞辦公室發布《國家人權行動計劃（2021—2025年）》。[39]
- 文化和旅遊部召開全國文化和旅遊行業加強文娛領域綜合治理工作電視電話會議。[40]
- 金磚五國召開峰會，中共中央總書記、國家主席習近平在會上宣布，年內將向發展中國家無償捐贈一億劑2019冠狀病毒病疫苗。[41]
- 江西南昌中院一審公開宣判勞榮枝涉嫌故意殺人、搶劫、綁架罪案，數罪併罰，決定執行死刑。勞榮枝不服判決，當庭提出上訴。[42]
- 中國最大線上音檔分享平台喜馬拉雅（Ximalaya）決定撤銷在美國進行首次公開募股（IPO）。[43]
- 就河北邯鄲臨漳縣5名家長早前參與反映學校食堂衛生問題後因「尋釁滋事」被刑事拘留，當地教育局回應稱中學食宿有關信息「失實」。[44]
- 茅台集團企業類型變更為國有控股，法定代表人變更為丁雄軍。[45]
- 濟南警方就「整形機構女老闆毆打顧客」一案通報指，犯罪嫌疑人刘某明涉嫌非法拘禁罪，被依法刑事拘留。[46]
- 三星重工決定從中國撤資後，三星重工寧波造船廠廠區將被政府收回，數千名員工聚集在廠區抗議要求賠償。[47][48]

## 9月10日
- 中共中央總書記習近平同美國總統拜登通電話。[49]
- 岳陽、惠州、唐山、桂林、瀋陽等多個城市相繼發布「限跌令」，就防範房價下跌問題給出指導性意見。[50]
- 原棲息在雲南的一群大象離開原棲息地集體北遷約一年半後，凌晨完全進入傳統棲息地寧洱境內。[51]
- 中國演出行業協會組織微博、抖音等多個互聯網平台共同發起《構建清朗網絡文化生態自律公約》。[52]
- 貨拉拉女乘客墜亡案一審宣判，被告人周陽春犯過失致人死亡罪，判處有期徒刑一年，緩刑一年。[53]
- 美國黑石集團原擬以30億美元收購中國地產開發商SOHO中國的收購案告吹。[54]
- 重慶市公安局原局長鄧恢林受賄案一審開庭，其被控受賄4267萬餘元，鄧恢林當庭表示認罪悔罪。[55]
- 粵港澳大灣區「跨境理财通」業務試點正式啟動。[56]
- 成都地鐵一工地工棚發生垮塌，造成4人死亡、14人受傷。[57]

## 9月11日
- 北京市教委指北京各區已陸續公佈義務教育階段學科類校外培訓機構「白名單」。[58]
- 全國首列出境「鐵路快通」中歐班列在烏魯木齊發運。[59]
- 大連市普蘭店區一住戶家中液化氣罐洩漏引發爆燃，造成8人死亡、5人受傷。[60]
- 河北保定徐水區一羽絨加工廠發生窒息傷亡事故，造成6人死亡。[61]
- 15時05分，廣西百色市德保縣發生4.3級地震，震源深度10千米。[62]

## 9月12日
- 第14屆全運會、第11屆全國殘運會暨第8屆全國特奧會火炬傳遞活動最後一站在陝西西安舉行。[63]
- 因應涉及Delta變種毒株的2019冠狀病毒病本土病例急增，福建省莆田市政府發布通告要求當地民眾非必要不離市。[64]
- 重慶市公安局渝中區分局望龍門派出所就2020年6月強制上門傳喚曾投訴該所民警的女子、對其父母噴辣椒水和以警棍擊打，並於2021年7月被法院一審判決其執法行爲違法一事，派出所不服判決並已上訴[65]。事後，重慶渝中公安分局就事致歉，責令派出所撤回上訴。[66]
- 2021未來科學大獎在北京揭曉，香港大學袁國勇教授和裴偉士教授獲得「生命科學獎」與100萬美元獎金。[67]

## 9月13日
- 工信部要求各大互聯網平台必須在限期內按標準解除屏蔽網址鏈接。[68]
- 恒大集團旗下恒大財富暫停投資產品兌付後，連日有大批投資者前往包括深圳總部在內的多處恒大辦公室、政府部門維權或上街遊行，以追討賠償。[69][70][71]
- 中共中央總書記習近平在陝西省榆林市考察調研。[72]
- 教育部、人力資源社會保障部發布通知，明確校外培訓機構從業人員的資質條件，要求不得為中小學、幼兒園在職教師。[73]
- 四川發布新規要求公務人員在公務場合必須使用普通話。[74]
- 《中國青年報》公布一項全國調查顯示，逾六成大學生評估自己畢業10年內會年入百萬，七成00後大學生認為目前工作比戀愛重要。[75]
- 10時許，武漢光谷新竹路發生槍擊案，一名律師中槍，47歲男嫌犯被抓獲。[76]
- 維基媒體基金會（WMF）為回應對用戶安全及滲透的憂慮，決定封鎖7名用戶，並取消另外12人的管理員權限。[77]

## 9月14日
- 中共中央辦公廳、國務院辦公廳印發《關於加強網絡文明建設的意見》，並發出通知。[78]
- 2018年央視前主持人朱軍性騷擾案在北京一座法院宣判，法院以「證據不足」爲由駁回控方弦子的訴訟請求。[79]
- 國家能源集團攜手華為公司共同發布「礦鴻操作系統」，是鴻蒙操作系統首次在工業領域的應用。[80]
- 福建新增59例2019冠狀病毒病本土確診病例，全省高速公路實施管控，莆田、廈門兩市啟動全員核酸檢測。[81]
- 石家莊市委對平山縣委常委、政法委書記尹惠強作出停職檢查處理。[82]

## 9月15日
- 第十四屆全國運動會在陝西西安開幕，中共中央總書記、國家主席、中央軍委主席習近平出席開幕式並宣布運動會開幕。[83]
- 因中方制裁多名英國議員，中國駐英大使鄭澤光被禁止前往議會大廈訪問。[84]
- 民政部公布第二批全國婚俗改革實驗區名單。[85][86]
- 德國外交部表示，中國拒絕一艘前往有爭議的南海海域執行任務的德國軍艦進入中國港口。[87]
- 山西前首富李兆會被上海法院執行懸賞公告，最高獎勵2100餘萬元。[88]
- 官方就14日「長沙女檢察官自爆經商存款數百萬」一事通報指，對朱某發表不當言論的行為進行嚴肅批評教育。[89]
- 江蘇南通一擺攤老人被城管隊員暴力執法引發廣大網友關注。警方次日通報指涉事執法人員被行政拘留及罰款。[90]
- 甘肅、黑龍江、吉林、安徽、江西、貴州、廣西等7省區宣布從2021年秋季入學的高一新生開始進入「3+1+2」的新高考模式，2024年起高考不分文理。[91]
- 網約車平台曹操出行因繪製不完整中國地圖，被罰款20萬元。[92]

## 9月16日
- 04時33分，四川瀘州市瀘縣發生6.0級地震，震源深度10千米[93]，造成至少3人死亡、146人受傷，7.6萬人緊急轉移[94]。當地一酒廠受地震影響導致200餘噸高濃度白酒洩漏[95]。
- 中方正式提出申請加入《全面與進步跨太平洋夥伴關係協定》（CPTPP）。[96]
- 中國駐巴西里約熱內盧總領館遭到爆炸物襲擊，隨後中國駐巴西使領館提出嚴正交涉。[97]
- 國家廣播電視總局在北京召開會議，首次正式公開要求抵制「耽改」之風。[98]
- 上海市公安局原局長龔道安受賄案在河北唐山中級法院一審開庭，其被控受賄7343萬餘元，並當庭表示認罪、悔罪。[99]
- 福建省泉州市教育局發布通知，要求高校學生一律不離校。[100]
- 全国完成新冠疫苗全程接种超十亿人。[101]

## 9月17日
- 神舟十二號載人飛船返回艙在東風著陸場成功著陸，執行飛行任務的航天員聶海勝、劉伯明、湯洪波安全順利出艙，身體狀態良好。[102]
- 北京冬奧會、冬殘奧會主題口號正式發布——「一起向未來（Together for a Shared Future）」。[103]
- 李嘉誠旗下長實集團出售上海世紀盛薈廣場，套現21億元。[104]
- 據路透社報導，中國政府今年曾閉門會議向香港地產大亨傳達信息，要求將資源和影響力用於支持北京的利益，並幫助解決可能破壞穩定的住房短缺問題。[105]
- 橫琴粵澳深度合作區管理機構正式揭牌。[106]
- 国家广播电视总局要求停止宣传推销槟榔及制品。[107]
- 包括無國界記者、國際特赦組織在內的45個非政府組織聯名致信中共中央總書記習近平，要求釋放記者張展。[108]
- 晚間，蘋果iPhone 13系列智能手機開售並迅速售罄，蘋果官網一度無法運作，引發廣泛關注。[109]
- 浙江、河南将启动2019冠状病毒病疫苗加强针接种。[110]
- 特斯拉因在出售二手车时存在欺诈，二审败诉，被判向车主“退一赔三”。[111]
- 上海合作组织成员国签署《上海合作组织二十周年杜尚别宣言》。[112]
- 廣東惠州一轎車撞入路邊攤檔並起火燃燒，造成6人死亡、13人受傷。[113]

## 9月18日
- 各地举行活动纪念九一八事变90周年。[114][115]
- 中國演出行業協會正式成立「網絡表演（直播、短視頻）經紀機構委員會」，並發布行業自律倡議書。[116]
- 短视频平台抖音宣布限制14歲以下實名用戶每日限用40分鐘，且晚10朝6期間無法使用。[117]
- 國家稅務總局發出通知，要求進一步加強文娛領域從業人員稅收管理。[118]
- 中信集團原執行董事趙景文受賄、貪污一案在湖南法院一審宣判，處以有期徒刑18年。[119]
- 貴州六枝特區牂牁江發生客船側翻事故，造成至少12人遇難、3人失聯。[120]
- 受新冠肺炎疫情影响，厦门发布通告，要求工商企业实行封闭管理，鼓励居家、线上办公。[121]
- 第四届中国质量奖评选结果揭晓，多个组织和个人获奖。[122]
- 最高检驻中国证监会检察室揭牌成立。[123]
- 天舟二号货运飞船完成绕飞和前向交会对接，后续将先后迎接天舟三号货运飞船和神舟十三号载人飞船的访问。[124]
- 黑龙江哈尔滨强奸幼女罪犯被执行死刑。[125]
- 科大国盾量子技术股份有限公司在安徽合肥举行的2021量子产业大会上，正式对外发布全球首个小型化量子卫星地面站。[126]

## 9月19日
- 海關總署宣布自2021年9月20日起暫停台灣地區的番荔枝和蓮霧輸入大陸，原因是多次檢出檢疫性有害生物大洋臀紋粉蚧。[127][128]
- 深圳警方連夜宣布拘捕5人，指他們涉嫌散布恆大集團非法吸收公眾存款、爆雷金額數百億元等不實訊息。[129]
- 四川農業大學就17日網上流傳該校軍訓場舞蹈的截圖和視頻，發文澄清系舞蹈比賽作品，表示將認真吸取教訓。[130]
- 中国人民银行发布的《2021年人民币国际化报告》显示，2020年，大宗商品贸易领域人民币跨境收付较快增长。[131][132]
- 網曝廣州天河一電單車司機被一交警「以膝跪頸」制服，導致疑似失去知覺，引發網友爭議[133]。同日當地警方回應，稱該男子闯红灯且不听劝阻，被拦停后击打民警，警方果斷制止其违法行为并处以行政拘留处罚[134]。
- 計劃在20日經香港赴英國留學的內地獨立記者黃雪琴、以及計劃爲她送別的職業病權益倡導者王建兵下午均在廣州失聯。[135]

## 9月20日
- 天舟三號貨運飛船在文昌航天發射場發射成功，并成功对接在軌運行的天宫空间站天和核心舱后向端口。[136][137]
- 恆大集團在香港股價暴跌19%創11年來新低，同日連帶亞洲股市暴跌，其中香港股市全線下跌，房地產股和銀行股首當其衝。[138]
- 中国首套吨级氢液化系统研制成功，意味着今后国内的运载火箭将可以使用国产液氢作为燃料。[139]
- 《中華人民共和國監察法實施條例》公布，即日起施行。[140]
- 北京環球影城正式開業，業界估測其年收入可逾100億元。[141]
- 據報中國國務院副總理劉鶴則因未能阻止滴滴出行赴美上市，而必須提出自我批評。[142][143]
- 中國代表在聯合國人權理事會敦促美國尊重老年人人權。[144]
- 《2021年全球创新指数报告》发布，中国名列第12位。[145]
- 内蒙古开鲁警方抓获一名涉嫌在玉米地奸杀一少女，潜逃24年的逃犯。[146]
- 北京通州發生火災，造成5人死亡，起因是電動車室內充電並爆炸起火。[147]

## 9月21日
- 山西濱州有交警夜查酒駕時未按流程執法便放行一名自稱是「公安局的」車輛駕駛員，遭到網友質疑。警方23日通報指多人被處理。[148]
- 浙江東陽橫店《安樂傳》等11個劇組成立臨時黨支部，開展黨史學習教育。[149]
- 工人日報刊文《狐狸的尾巴哪是穿了袈裟就能藏得住的》，批評國內「佛媛」風氣。[150]
- 自由之家公布年度互聯網自由度排名，中國連續第七年在70多國中墊底，台灣首次參評並位居前五。[151]
- 因出現2019冠狀病毒病本土疫情，哈爾濱發公告要求民眾非必要不離開哈爾濱，空間相對密閉場所暫停營業。[152]
- 小米手機被立陶宛國防部調查發現具有內置檢測和審查敏感詞匯的功能，建議民眾避免購買中國製手機[153]。小米翌日回應稱，其設備「不會審查用戶發出或收到的通信」[154]。
- 早前被香港警方國安處要求提供資料的中國維權律師關注組，在期限屆滿之際宣布組織將於9月解散。[155]
- 14時45分，河南鄭州市新密市發生3.0級地震，疑似塌陷。[156]

## 9月22日
- 中共中央總書記、國家主席習近平以視像方式出席聯合國大會並發表講話。[157]
- 貴州茅台副董事長袁仁國被貴州法院以受賄罪一審判處無期徒刑，其賄賂超過1.129億餘元。[158]
- 恆大地產聲明宣布，將按時兌付一部分到期的債券利息。[159]
- 2020年10月24日主動投案的中共江蘇省委常委、政法委書記王立科，被開除黨籍公職。[160]
- 因欠繳土地出讓金，安徽省安慶市的恆大中央公園項目土地被當地政府收回。[161]
- 楊振寧百歲誕辰之際，在清華大學舉辦的楊振寧先生學術思想研討會上以「但願人長久，千里共同途」為題發表講話。[162]
- 清華大學碳中和研究院正式成立。[163]

## 9月23日
- 外交部就台灣申請加入《跨太平洋夥伴全面進步協定》（CPTPP），以「一個中國」原則表示堅決反對。[164]
- 北京市教委宣布不再審批新的學科類培訓機構，並對現有機構實施重新審核登記。[165]
- 受「能耗雙控」政策壓力以及電煤供需矛盾加劇影響，即日起東三省多地工業和民生用電均遭到限制；限電停產情況同期亦蔓延至包括江蘇、浙江、山東、廣西、雲南等在內的至少20個省份。[166][167][168][169]
- 騰訊、網易等213家遊戲企業在國家主管部門指導下共同發起《網絡遊戲行業防沉迷自律公約》。[170]
- 湖北工業大學發生學生墜亡事件，經查排除他殺。[171]
- 河南平頂山市一小學門口發生車禍，一輛越野車衝進人群，2名學生被捲入車底，事故造成至少4人受傷。[172]

## 9月24日
- 華爲副董事長孟晚舟與美國檢察官達成協議，獲加拿大法院解除軟禁。同日加拿大總理特魯多表示，在中國遭到扣押的兩名加拿大公民麥可·斯帕弗（Michael Spavor）和康明凱（Michael Kovrig）已經乘坐飛機離開中國，即將返回加拿大。[173]
- 美國司法部公文指出，華為首席財務官孟晚舟已承認誤導全球金融機構，並簽署延期起訴協議以解決欺詐指控。[174]
- 中共中央總書記習近平同越共中央總書記阮富仲通電話。[175]
- 中國人民銀行等十個部門聯合發布通知，將比特幣、以太幣等虛擬貨幣業務定性爲非法金融活動。[176]
- 中國外交部發布一份長達約8500字的清單，羅列美國2019年以來「干預香港事務，支持反中亂港勢力」的102項事蹟。[177][178]
- 中國科學家首次實現了二氧化碳到澱粉的從頭合成，相關成果由國際知名學術期刊《科學》在線發表。[179]
- 海航集團董事長陳峰、首席執行官譚向東因涉嫌違法犯罪，被依法採取強制措施。[180]
- 日劇《迪迦奧特曼》在中國大陸全網下架，江蘇省消保委否認與事件相關，廣電總局晚間公告指要堅決抵制含有不良情節的動畫片[181]。
- 恆大汽車發出公告指，受資金嚴重短缺影響，恆大汽車部分項目停工。[182]
- 遼寧遼陽一企業因突發限電，發生高爐煤氣中毒事故，23人送醫。[183]
- 黑龍江哈爾濱通報已檢出2019冠狀病毒病本土病例基因測序為Delta毒株。[184]
- 河北邯鄲京娘湖風景區內早前非法放生的一條鱷魚被捕撈上岸，因湖水不宜生存加上氣候原因，導致鱷魚不幸死亡。[185]

## 9月25日
- 獲釋的華為財務長孟晚舟早上搭乘中國政府包機自溫哥華返回中國深圳，受到中國媒體全程直播和廣泛宣傳，線上及線下觀衆反應熱烈。[186][187]
- 廣東省委省政府表示高度重視近期電力供應緊張情況，全省各市已啟動有序用電預案，省內多地工業企業被要求「開三停四」甚至「開一停六」錯峰用電。[188]
- 國務院參事在清華大學一個在線講堂表示，中國的基尼系數在世界上排名較靠前，中國的收入差距在世界範圍內處於較高位。[189]
- 福州市副市長、公安局局長潘東升在工作崗位上突發疾病，不幸因公殉職。[190]

## 9月26日
- 中共中央總書記習近平向當選中國國民黨主席的前新北市長朱立倫致賀電，隨後朱立倫在回覆電文表示深盼今後兩黨在「九二共識」「反對台獨」基礎上求同尊異，加強交流合作。[191]
- 「2021世界互聯網大會烏鎮峰會」在浙江嘉興的烏鎮開幕。[192]
- 廣東省發布有序、節約用電倡議書，倡議全省各級黨政機關及單位帶頭踐行綠色節能辦公、工商業企業及廣大市民節約用電。[193]
- 吉林市一水務公司發布公告稱，不定期、不定時、無計劃、無通知的停電限電情況將持續到2022年3月份，並將經常出現停水現象。[194]
- 國務院新聞辦發表《新疆的人口發展》白皮書。[195][196]
- 凌晨，四川省雅安市天全縣發生山洪泥石流災害[197]，造成17人失聯，當中至少7人遇難[198]。

## 9月27日
- 國務院印發印發《中國婦女發展綱要（2021－2030年）》和《中國兒童發展綱要（2021－2030年）》。[199][200]
- 東部戰區新聞發言人就英國「里士滿」號護衛艦過航台灣海峽發表談話，指其行爲居心不良、破壞台海和平穩定、暴露投機心態。[201]
- 廣電總局要求各廣播電視和網絡視聽機構、平台即日起一律停止播出「美容貸」及類似廣告。[202]
- 美國政府因安全原因暫停向中國最大國有核電企業中國廣核集團出口核原料。[203]
- 中國人民銀行發布《徵信業務管理辦法》，自2022年1月1日起施行。[204]
- 安徽省政府發布文件披露該省出生人口「整體呈斷崖式下降趨勢」，消息登上微博熱搜榜。[205][206]
- 官媒《環球時報》報導稱，孟晚舟獲釋是中國與美國及加拿大重啟雙邊關係的機會，但「有毒的政治言論」仍可能「毒害」氣氛。[207]
- 浙江男子游泳選手汪順結束全運會比賽後現身機場，遭到其中一名女粉絲「扣帽子」，涉事女士翌日在社交媒體道歉。[208]
- 14時19分，吉林一號高分02D衛星在酒泉衛星發射中心成功發射。[209]
- 有背包客非法穿越陝西太白山自然保護區的核心區域「鰲太線」後失聯，直至10月10日17時許被尋獲，已無生命體徵。[210]
- 下午，一名男子因侵入達成鐵路蓬溪站至遂寧站間的鐵路線路，被列車撞至身亡。[211]

## 9月28日
- 遼寧省發布缺電橙色預警，全省啟動實施有序用電II級措施。[212]
- 央視發布網評，批評民間的拉閘限電「大棋論」是亂帶節奏，產生「低級紅」「高級黑」的效果。[213]
- 國務院新聞辦發表《中國的全面小康》白皮書。[214]
- 2021珠海航展正式開幕，殲-20戰機換裝國產發動機首次亮相。[215]
- 共青團中央發文批評近期成批成量出現，且風格、故事、文案台詞雷同的「愛國短視頻」，指出「愛國生意當休矣」。[216]
- 社交平台微信即日起至少封殺了8個規模在200至500人不等的恆大受害者群組。[217][218]
- 黑龍江哈爾濱一名2019冠狀病毒病女患者所養的三隻小貓核酸檢測呈陽性，同日牠們被迫實行安樂死。[219]
- 前中國外交官岑建君在一場論壇上主張將英語改為高考的選考科目，以落實「雙減」政策。[220]
- 曾長期駐華的前英國廣播公司(BBC)新聞高管兼主持人艾倫(Gavin Allen)出任華為的執行主編一職。[221][222]
- 斷更2個多月而引發各界熱議的知名網紅李子柒首度現身官媒新華社接受採訪。[223][224]

## 9月29日
- 中國共產黨人精神譜系第一批偉大精神正式發布。[225]
- 已故中共總書記趙紫陽的家人已遷出趙紫陽故居。[226]
- 試驗10號衛星在四川西昌衛星發射中心發射成功並準確入軌，惟其後出現工況異常並失聯。[227][228]
- 北京冬奧公園開園，市內首條全封閉跑馬路線同步亮相。[229]
- 中共太康縣委政法委員會就當地一小學校長與村民校園打架案件的情況通報，二人均被採取刑事強制措施。[230]
- 南華早報引述跨國投資銀行高盛報告指，中國地方政府隱性債務總額已增至國內生產總值一半以上。[231][232]
- 清華大學推出其AI虛擬學生「華智冰」自彈自唱的影片引發廣泛關注[233]，惟其後被質疑是以真人影片造假[234]。
- 西藏那曲市雙湖縣發生4.2級地震，震源深度10千米。[235]

## 9月30日
- 2020年4月落馬的原公安部副部長孫力軍被指嚴重違法違紀，被開除黨籍、開除公職處分。[236]
- 烈士紀念日向人民英雄敬獻花籃儀式在北京天安門廣場舉行。[237]
- 國家新聞出版署防止未成年人沉迷網絡遊戲舉報平台 （页面存档备份，存于）正式上線運行。[238]
- 中共中央宣布，鄭柵潔同志任中共安徽省委委員、常委、書記，李干傑同志任中共山東省委書記。[239]
- 北京冬奧會和冬殘奧會公布多項防疫安排，包括實施「閉環管理」，不向境外觀眾售票，未接種疫苗者入境須隔離21天。[240][241]
- 2020年2月在湖北武漢報導2019冠狀病毒病疫情期間失蹤的內地律師陳秋實取保候審一年期限屆滿，首度現身於北京格鬥運動員徐曉冬的直播中。[242][243]
- 遼寧省盤錦市人民檢察院決定對被指尋釁滋事的律師周筱贇、聶敏以及被告騰德榮之子滕若寒不批准逮捕。[244][245]